# Sistema topocentrico
Il sistema topocentrico è un sistema di riferimento con coordinate locali in cui l'origine coincide con l'osservatore.
In astronomia l'origine del sistema di riferimento solitamente coincide con la terra ma può anche esser il sole.
Generalmente si considera un'orientazione del sistema in modo che l'asse X sia rivolto a nord, l'asse Y a est e l'asse Z verso l'alto.